# Podział administracyjny Etiopii
Podział administracyjny Etiopii zmieniał się kilkukrotnie w XX wieku, a obecny został wprowadzony wraz z nową konstytucją z 1995. W 1998 kraj został podzielony na 9 regionów administracyjnych (kyllyl) utworzonych według kryterium etnicznego, oraz dwa miasta wydzielone (astedader akkababi). W 2020 r. powstał kolejny region oparty na kryterium etnicznym - Sidama, zaś w 2021  - jeszcze jeden - Region Ludów Etiopii Południowo-Zachodniej. Oba wyodrębniono z Regionu Narodów, Narodowości i Ludów Południa.
| Nr na mapie | Nazwa regionu/miasta                         | Stolica regionu |
| ----------- | -------------------------------------------- | --------------- |
| 1           | Addis Abeba                                  | –               |
| 2           | Afar                                         | Asajta          |
| 3           | Amhara                                       | Bahyr Dar       |
| 4           | Bienszangul-Gumuz                            | Asosa           |
| 5           | Dyrie Daua                                   | –               |
| 6           | Region Ludów Gambeli                         | Gambela         |
| 7           | Region Ludu Hareri                           | Harer           |
| 8           | Oromia                                       | Addis Abeba     |
| 9           | Somali                                       | Dżidżiga        |
| 10          | Region Narodów, Narodowości i Ludów Południa | Auasa           |
| 11          | Tigraj                                       | Mekelie         |
| 12          | Sidama                                       | Auasa           |
| 13          | Region Ludów Etiopii Południowo-Zachodniej   | Bonga           |

Powyższe regiony podzielone są na mniejsze jednostki administracyjne – 63 strefy (amh. ዞን, zon). One są z kolei podzielone na 529 uered (amh. ወረዳ). Istnieje jednak kilka uered z Regionu Narodów, Narodowości i Ludów Południa, które nie należą do żadnej ze stref. Regiony Dyrie Daua oraz Ludu Hareri nie są podzielone na strefy.

## Dawny podział administracyjny
Do 1995 roku Etiopia dzieliła się na 13 prowincji, wcześniej liczba prowincji była jeszcze większa.

1991–1995
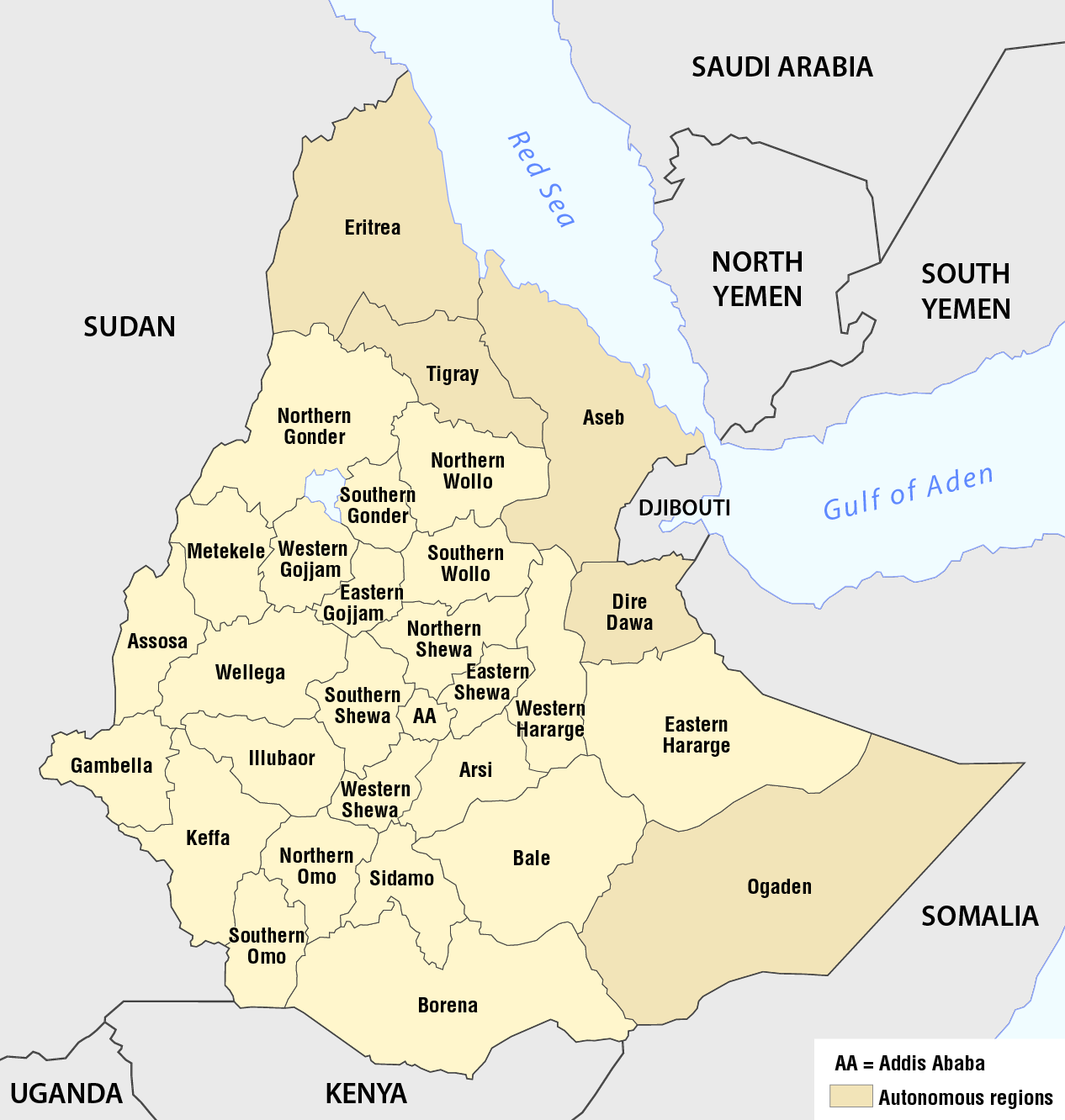
1987–1991
przed 1935